# Bodolló
Bodolló (szlovákul: Budulov) Szepsi város része, egykor önálló község Szlovákiában, a Kassai kerület Kassa-környéki járásában, Kassától 26 km-re délnyugatra.

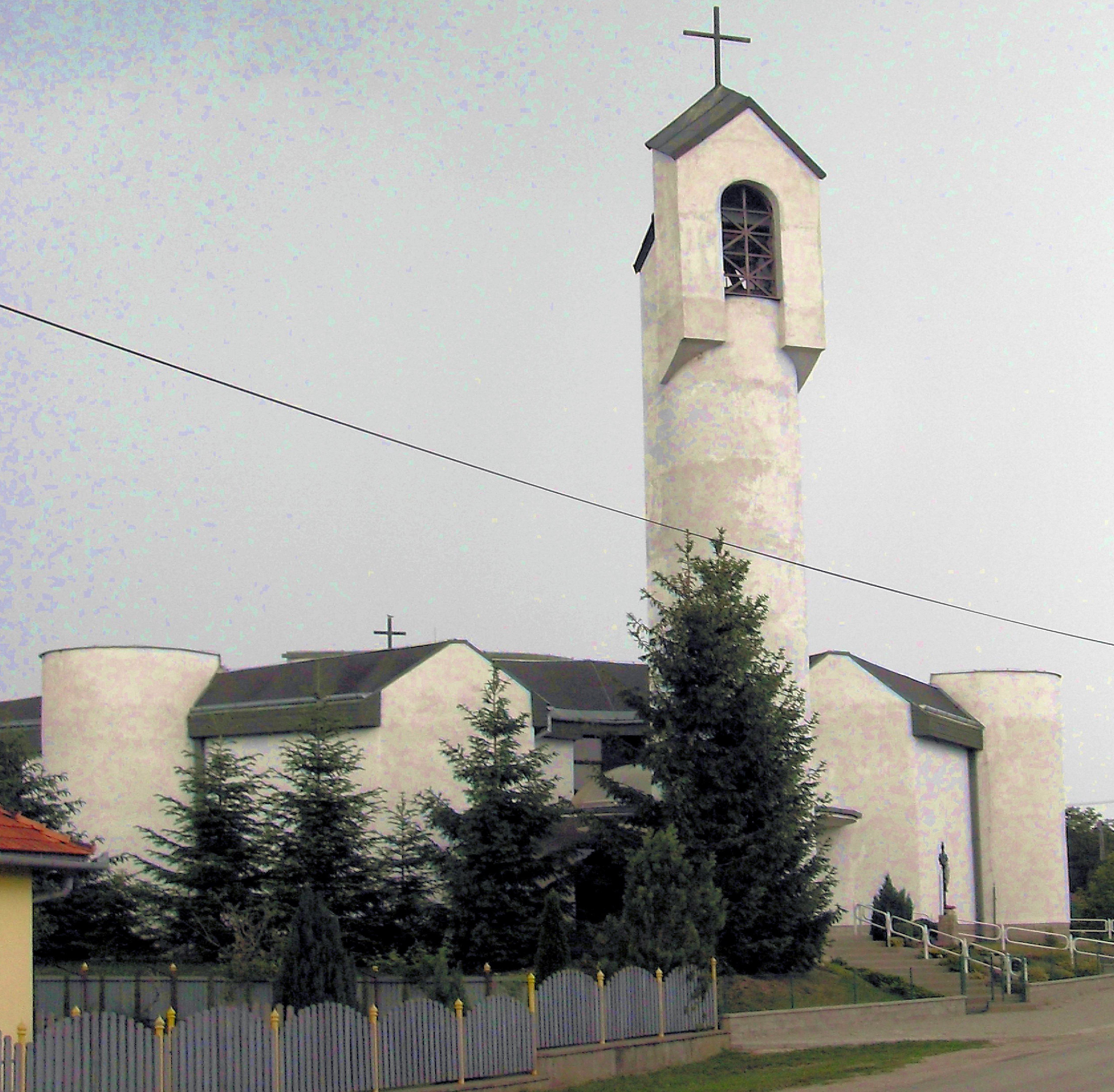
Sarlós-Boldogasszony filiális templom

## Története
Egy 1355-ös átirat alapján, 1247-ben „Bodolow” néven említik. Nevének eredete vitatott, egyes források szerint a szláv Budilo személynévből származik. A községi krónika szerint viszont nevét a helységen keresztül folyó Bódváról kapta. 1706. október 13-án itt ütött tábort II. Rákóczi Ferenc, s másnap innen vonult be a császáriak ostroma alól frissen felszabadult Kassára.
Vályi András szerint: „Nagy Bodolló. Magyar falu Abaúj Vármegyében, birtokosa Szent Imrei Uraság, lakosai katolikusok, fekszik Szepsi Városának szomszédságában észak felé, II. LAJOS Finke Jánossal eltserélte vala. Híresíttetett az előtt a’ Törökök ellen készűltt erősségével, határja középszerű, réttyei jók, erdeje nintsen, Bodva folyó vize alatt foly, második Osztálybéli. Kis Bodolló. Elegyes lakosú falu Abauj Vármegyében, birtokosai külömbféle Urak, lakosai katolikusok, fekszik közel Szepsi Városához. Határja jól termő, de legelője szűken van, fája is kevés lévén, második Osztálybéli.”
Fényes Elek szerint: „Bodolló, magyar falu, Abauj vármegyében, Szepsihez 1 órányira: 500 kath., 4 evang., 40 ref., 82 zsidó lak. Földei meglehetősek, rétjei kétszer kaszálhatók. F. u. többen. Ut. p. Kassa.”
Abaúj-Torna vármegye monográfiája szerint: „Bodolló, 80 házzal és 483 magyar ajku lakossal a Bódva mellett. Postája és távirója Szepsi.”
A trianoni diktátumig Abaúj-Torna vármegye Csereháti járásához tartozott.
Római katolikus temploma az 1944. évi harcokban elpusztult.
A községet 1986. január 1-jével közigazgatásilag Szepsi városhoz csatolták. 

## Népessége
1910-ben 561-en, túlnyomórészt magyar anyanyelvűek lakták.

## Híres személyek
- Itt született 1927. augusztus 3-án Kádasi István pápai káplán, tiszteletbeli kanonok, esperes, plébános.
- Itt született 1883. február 2-án Andorkó Gyula festőművész.
- Itt született 1821. február 27-én Fáy Albert festőművész.
- Itt született 1768. július 13-án hernádvécsei és hajnácskői gróf Vécsey Péter császári katonai parancsnok.

## Nevezetességei
- Római katolikus temploma 1991 és 1996 között épült a második világháborúban elpusztult, korábbi templom helyett.
- Halastavait a 20. század második felében alakították ki a helység határában, hogy területükön a helyi termelőszövetkezet kacsákat tenyésszen. Ekkor kapta a Kacsató megnevezést, A század végére a tavak szeméttel hordódtak tele, így 2004-ben újraásták, s megtisztították azokat. Jelenleg nagyon közkedvelt, parkosított terület, ahol évente több rendezvényt is szerveznek.

## Lásd még
- Szepsi